# Toyota Brevis
La Toyota Brevis è una autovettura prodotta dalla casa automobilistica giapponese Toyota dal 2001 al 2007.

## Descrizione
Le vendite delle vettura sono iniziate nel giugno 2001. La Brevis è stata prodotta per sei anni prima di essere pensionata nel 2007. La Brevis era venduta esclusivamente in Giappone in concessionari selezionati chiamati Toyota Japan Toyota Store.
La parola "brevis" deriva dal latina e sta a significare "breve".

## Tecnica
La Brevis si basa sulla stessa piattaforma a trazione posteriore della Lexus IS, utilizzando una sospensione del tipo a doppio braccio oscillante su tutte e quattro le ruote, con un passo però maggiore di 2780 mm. Inoltre l'assetto e le sospensioni rispetto alla Lexus IS sono più morbide, lo sterzo è meno diretto e il peso a vuoto di 1550 kg è maggiore.
La vettura era disponibile con due motorizzazioni: un 2,5 litri o 3,0 litri a sei cilindri in linea (motore Toyota JZ), entrambi montati anteriormente in posizione longitudinale, che erogano rispettivamente 149 kW (200 CV) e 164 kW (220 CV). Entrambi sono dotati di sistema a iniezione diretta VVT-i e D-4, nonché di fasatura variabile delle valvole sia d'aspritazione che di scarico. Entrambi i motori sono abbinati ad cambio automatico a 5 velocità (nella versione a 2WD) o ad un automatico a 4 velocità (nella versione 4WD); l'opzione 4WD è disponibile solo per il modello con motore da 2,5 litri.